# Оуен Гаргрівз
О́уен Лі Га́ргрівз (англ. Owen Lee Hargreaves; нар. 20 січня 1981, Калгарі, Альберта, Канада) — канадський футболіст, півзахисник з британським громадянством, грав за збірну Англії.

## Раннє життя
Народився у Калгарі (Альберта). Наймолодший з трьох дітей Маргарет і Колін Гаргрівз. Сім'я емігрувала з Великої Британії на початку 1980-х років. Його батько грав у футбол за клуб «Болтон» у молоді роки. Оуен — єдиний з членів сім'ї, який народився в Канаді. Його брат Даррен і його мати народженні в Уельсі. Інший його брат Нейл і його батько народилися в Англії.
Сім років грав за Баварію (Мюнхен). Виграв чотири чемпіонські титули Бундесліги і один трофей Ліги чемпіонів у матчі з «Валенсією» у 2001–2002 роках.
Після підписав контракт з англійським клубом «Манчестер Юнайтед» у 2007 році. У цьому же сезоні виграв Прем'єр Лігу Англії і Лігу Чемпіонів УЄФА, здолавши у фіналі «ФК Челсі».
Його матір канадка з валлійськими коренями,  батько англієць. Тому він повинен був обирати, за яку футбольну збірну грати. Він вирішив обрати молодіжну збірну Англії, потім викликався у національну команду наступного року.

## Клубна кар'єра
У молоді роки Гаргрівз починав грати за клуб «Калгарі Футхіллс» у своєму рідному місті, ще до того, як почав професійну кар'єру футболіста у Баварії.

### «Баварія»
Гаргрівз переїхав у віці шістнадцяти років з «Калгарі Футхіллс» до «Баварії» 1 липня 1997. Він грав у молодіжній команді U-19 протягом двох з половиною років, перш ніж потрапити до аматорської команди. Вийшов у фінал чемпіонату Німеччини у 1998 році. Команда програла у фіналі «Боруссії Дортмунд» після серії пенальті.
12 серпня 2000 Гаргрівз зіграв свій першій матч у Бундеслізі, замінивши Карстен Янкера на 83-й хвилині. Його перший вихід у стартовому складі стався проти клубу «Унтерхахінг» 16 вересня 2000. У тому сезоні він виграв чемпіонат Німеччини і Лігу чемпіонів УЄФА.
У 2001-02 сезоні Гаргрівз зарекомендував себе гравцем першого складу. Він зробив 46 виступів з клубом, який зайняв третє місце у Бундеслізі. Вийшов до чвертьфіналу Ліги чемпіонів і до Кубку DFB, програвши «Шальке 04».
У 2002-03 роках Баварія відновила свій статус чемпіона Бундесліги. 26 січня 2003 Гаргрівз забив свій перший гол у грі проти «Боруссії Менхенгладбах». Всього він зіграв 25 матчів у Бундеслізі, 4 в іграх Кубка і 3 у Лізі Чемпіонів.

Гаргрівза було травмовано тричі за цей сезон. У вересні він порвав м'яз стегна, а у жовтні литковий м'яз. У кінці сезону проблеми з аддуктором приведуть до того, що він пропустить три тижні.
У сезоні 2003-04 «Баварія» посіла друге місце у Чемпіонаті і вилетіла з Ліги Чемпіонів від «Реал Мадриду».
У 2004-05 взяли золото Чемпіонату і Кубку Німеччини. З'явився 27 разів і забив 1 гол, грав у трьох матчах Кубка(два голи) і 8 разів у Лізі Чемпіонів.
У 2005-06 додав до своєї скрині титулів ще титул Чемпіона Німеччини і Кубок Німеччини. Гаргрівз забив свій перший гол на новому стадіоні «Альянц Арені» у матчі, 5го серпня 2005, проти «Боруссії Менхенгладбах». Загалом, він зіграв 15 матчів у лізі(один гол), 4 (два голи) у Кубку і 3 у матчах Ліги Чемпіонів. У жовтні 2005 року він продовжує свій контракт з клубом на 4 роки.
У сезоні 2006–2007 зламав ногу. Ця травма тримала його повз матчі клубу протягом всього сезону. Він видужав вчасно, щоб взяти участь у переможному матчі над «Реалом Мадрид».

### «Манчестер Юнайтед»
31 травня 2007 було оголошено, що Гаргрівз приєднається до клубу «Манчестер Юнайтед» 1 липня 2007. Після року переговорів між «Баварією» і «Юнайтед» перейшов за 17 млн.фунтів стерлінгів.
Гаргрівз був представлений, як гравець «Манчестер Юнайтед» 1 липня і підписав чотирирічний контракт з клубом. Гаргрівз отримав сорочку з номером 4 на «Олд Траффорд».
Гаргрівз дебютував за «Манчестер Юнайтед» у товариському матчі проти «Пітерборо Юнайтед» 4 серпня, вийшовши на заміну у другому таймі. Він зробив свою першу появу у Прем'єр Лізі у матчі-дербі з «Манчестер Сіті». Гаргрівз забив свій перший гол за «Манчестер Юнайтед» проти «Фулхема» 1 березня пробивши штрафний удар.
Другий м'яч він забив у матчі з лондонським «Арсеналом», теж зі штрафного удару. У першому же сезоні виграв чемпіонат Англії і Лігу Чемпіонів УЄФА.
На початку другого сезону Гаргрівзу заважали травми. Поїздки до фахівців у Лондон і Швецію не дали ніяких результатів. Після Гаргрівз відправився до штату Колорадо, США у листопаді 2008 року, щоб відвідати відомого хірурга Річарда Стедмана. Гаргрівзу зробили операцію на правому коліні 10 листопада 2008 і аналогічну операцію на лівому коліні в січні 2009. Проте, це означало, що Гаргрівз пропустить частину сезону, а в кінцевому рахунку, означає, що він не буде брати участь у матчах, які принесли Юнайтед титул Прем'єр-ліги і Кубка Ліги. Гаргрівз пройшов програму відновлення в США і повинен був повернутися до навчання — брати участь у «Кубку Audi» у Мюнхені. Проте, було вирішено, що він повинен продовжувати свою реабілітацію в США.
У січні 2010 року було припущення, що гаргрівз повернеться і візьме участь у матчі проти «Мілана», хоча не повною мірою відповідав фізичним кондиціям. Однак, 4 лютого 2010 року, Гаргрівзу було завдано серйозного удару по його надіям виступати на Кубку Світу, коли сер Алекс Фергюсон замінив його на бельгійського захисника Річі Де Лаета . Очікувалось, що Гаргрівз повернеться після травми у матчі резерву проти «Манчестер Сіті» 11 березня, але у день матчу Гаргрівз не був заявлений і продовжував свій навчальний режим. Зрештою він повернувся через тиждень. Зіграв 45 хвилин у резервній команді «Манчестер Юнайтед» у матчі проти «Бернлі» 18 березня. 24 квітня Гаргрівз був заявлений на лавку запасних до першої команди у матчі проти «Тотенхем Хотспур».
2 травня 2010 Гаргрівз вийшов на 93-й хвилині проти Сандерленда. Це був його перший матч у Перм'єр Лізі після нічиєї 1:1 з «Челсі» у вересні 2008 року, після якого він пропустив 113 матчів за 20 місяців. Попри це Гаргрівз пропустив початок сезону 2010-11, зазнавши іншої травми, через яку поїхав до Сполучених Штатів, щоб звернутися до фахівця. 24 вересня Сер Алекс Фергюсон заявив, що Гаргрівз повернувся до тренувань. 6 листопада 2010 він зіграв свій перший матч з вересня 2008 року проти Вулверхемптона, проте був замінений через 5 хвилин на Бебе, знову через дискомфорт у нозі.
22 травня 2011 «Манчестер Юнайтед» розлучається з Гаргрівзом 
«Це було складне рішення, враховуючи те, як наполегливо хлопець працює над своєю фізичною формою. Втім ми сподіваємося, що він зможе реанімувати свою кар'єру де-небудь ще», — повідомив Фергюсон в інтерв'ю Mail on Sunday.

## Статистика

### Клубна статистика
| Клуб              | Сезон             | Прем'єр Ліга | Прем'єр Ліга | Кубок Англії | Кубок Англії | Кубок Ліги | Кубок Ліги | Ліга Чемпіонів | Ліга Чемпіонів | Інше  | Інше | Всього | Всього |
| Клуб              | Сезон             | Поява        | Голи         | Поява        | Голи         | Поява      | Голи       | Поява          | Голи           | Поява | Голи | Поява  | Голи   |
| ----------------- | ----------------- | ------------ | ------------ | ------------ | ------------ | ---------- | ---------- | -------------- | -------------- | ----- | ---- | ------ | ------ |
| Баварія (Мюнхен)  | 2000-01           | 14           | 0            | 1            | 0            | 1          | 0          | 4              | 0              | 0     | 0    | 20     | 0      |
| Баварія (Мюнхен)  | 2001-02           | 29           | 0            | 4            | 0            | 1          | 0          | 13             | 0              | 2     | 0    | 49     | 0      |
| Баварія (Мюнхен)  | 2002-03           | 25           | 1            | 5            | 1            | 0          | 0          | 5              | 0              | 0     | 0    | 35     | 2      |
| Баварія (Мюнхен)  | 2003-04           | 25           | 2            | 3            | 0            | 1          | 0          | 6              | 0              | 0     | 0    | 35     | 2      |
| Баварія (Мюнхен)  | 2004-05           | 27           | 1            | 3            | 2            | 0          | 0          | 8              | 0              | 0     | 0    | 38     | 3      |
| Баварія (Мюнхен)  | 2005-06           | 16           | 1            | 5            | 2            | 1          | 0          | 2              | 0              | 0     | 0    | 24     | 3      |
| Баварія (Мюнхен)  | 2006-07           | 9            | 0            | 1            | 0            | 2          | 0          | 5              | 0              | 0     | 0    | 17     | 0      |
| Баварія (Мюнхен)  | Всього            | 145          | 5            | 22           | 5            | 6          | 0          | 43             | 0              | 2     | 0    | 218    | 10     |
| Манчестер Юнайтед | 2007-08           | 23           | 2            | 3            | 0            | 0          | 0          | 8              | 0              | 0     | 0    | 34     | 2      |
| Манчестер Юнайтед | 2008-09           | 2            | 0            | 0            | 0            | 0          | 0          | 1              | 0              | 0     | 0    | 3      | 0      |
| Манчестер Юнайтед | 2009-10           | 1            | 0            | 0            | 0            | 0          | 0          | 0              | 0              | 0     | 0    | 1      | 0      |
| Манчестер Юнайтед | 2010-11           | 1            | 0            | 0            | 0            | 0          | 0          | 0              | 0              | 0     | 0    | 1      | 0      |
| Манчестер Юнайтед | Всього            | 27           | 2            | 3            | 0            | 0          | 0          | 9              | 0              | 0     | 0    | 39     | 2      |
| Манчестер Сіті    | 2011–12           | 1            | 0            | 1            | 0            | 2          | 1          | 0              | 0              | 0     | 0    | 4      | 1      |
| Усього за кар'єру | Усього за кар'єру | 173          | 7            | 26           | 5            | 8          | 1          | 52             | 0              | 2     | 0    | 261    | 13     |

### Статистика виступів за збірну
| Дата       | Місто              | Господарі          | Результат             | Гості                | Турнір                | Голи | Примітки |
| ---------- | ------------------ | ------------------ | --------------------- | -------------------- | --------------------- | ---- | -------- |
| 15-8-2001  | Лондон             | Англія             | 0 – 2                 | Нідерланди           | товариський матч      | -    | 46'      |
| 1-9-2001   | Мюнхен             | Німеччина          | 1 – 5                 | Англія               | Відбір до ЧС 2002     | -    | 78'      |
| 27-3-2002  | Лідс               | Англія             | 1 – 2                 | Італія               | товариський матч      | -    | 46'      |
| 17-4-2002  | Ліверпуль          | Англія             | 4 – 0                 | Парагвай             | товариський матч      | -    | 46'      |
| 21-5-2002  | Согвіпхо           | Англія             | 1 – 1                 | Південна Корея       | товариський матч      | -    |          |
| 26-5-2002  | Кобе               | Англія             | 2 – 2                 | Камерун              | товариський матч      | -    |          |
| 2-6-2002   | Сайтама            | Швеція             | 1 – 1                 | Англія               | ЧС 2002 - 1-й етап    | -    |          |
| 7-6-2002   | Саппоро            | Аргентина          | 0 – 1                 | Англія               | ЧС 2002 - 1-й етап    | -    | 19'      |
| 7-9-2002   | Бірмінгем          | Англія             | 1 – 1                 | Португалія           | товариський матч      | -    | 46'      |
| 12-10-2002 | Братислава         | Словаччина         | 1 – 2                 | Англія               | Відбір до ЧЄ 2004     | -    | 86'      |
| 12-2-2003  | Лондон             | Англія             | 1 – 3                 | Австралія            | товариський матч      | -    | 46'      |
| 3-6-2003   | Лестер             | Англія             | 2 – 1                 | Сербія та Чорногорія | товариський матч      | -    | 46'      |
| 11-6-2003  | Мідлсбро           | Англія             | 2 – 1                 | Словаччина           | Відбір до ЧЄ 2004     | -    | 43'      |
| 6-9-2003   | Скоп'є             | Північна Македонія | 1 – 2                 | Англія               | Відбір до ЧЄ 2004     | -    |          |
| 10-9-2003  | Манчестер          | Англія             | 2 – 0                 | Ліхтенштейн          | Відбір до ЧЄ 2004     | -    | 58'      |
| 18-2-2004  | Фару               | Португалія         | 1 – 1                 | Англія               | товариський матч      | -    | 86'      |
| 31-3-2004  | Гетеборг           | Швеція             | 1 – 0                 | Англія               | товариський матч      | -    | 60'      |
| 1-6-2004   | Манчестер          | Англія             | 1 – 1                 | Японія               | Літній турнір ФА      | -    | 82'      |
| 5-6-2004   | Манчестер          | Англія             | 6 – 1                 | Ісландія             | Літній турнір ФА      | -    | 46'      |
| 13-6-2004  | Лісабон            | Англія             | 1 – 2                 | Франція              | ЧЄ 2004 - 1-й етап    | -    | 77'      |
| 17-6-2004  | Коїмбра            | Англія             | 3 – 0                 | Швейцарія            | ЧЄ 2004 - 1-й етап    | -    | 70'      |
| 24-6-2004  | Лісабон            | Португалія         | 2 – 2 д.ч. (6-5 п.п.) | Англія               | ЧЄ 2004 - чвертьфінал | -    | 81'      |
| 8-9-2004   | Хожув              | Польща             | 1 – 2                 | Англія               | Відбір до ЧС 2006     | -    | 90'      |
| 9-10-2004  | Манчестер          | Англія             | 2 – 0                 | Уельс                | Відбір до ЧС 2006     | -    | 85'      |
| 9-2-2005   | Бірмінгем          | Англія             | 0 – 0                 | Нідерланди           | товариський матч      | -    | 46'      |
| 26-3-2005  | Манчестер          | Англія             | 4 – 0                 | Північна Ірландія    | Відбір до ЧС 2006     | -    | 72'      |
| 17-8-2005  | Копенгаген         | Данія              | 4 – 1                 | Англія               | товариський матч      | -    | 64'      |
| 3-9-2005   | Кардіфф            | Уельс              | 0 – 1                 | Англія               | Відбір до ЧС 2006     | -    | 76'      |
| 7-9-2005   | Белфаст            | Північна Ірландія  | 1 – 0                 | Англія               | Відбір до ЧС 2006     | -    | 80'      |
| 30-5-2006  | Манчестер          | Англія             | 3 – 1                 | Угорщина             | товариський матч      | -    | 46'      |
| 10-6-2006  | Франкфурт-на-Майні | Англія             | 1 – 0                 | Парагвай             | ЧС 2006 - 1-й етап    | -    | 83'      |
| 20-6-2006  | Кельн              | Англія             | 2 – 2                 | Швеція               | ЧС 2006 - 1-й етап    | -    | 76'      |
| 25-6-2006  | Штутгарт           | Англія             | 1 – 0                 | Еквадор              | ЧС 2006 - 1/8 фіналу  | -    |          |
| 1-7-2006   | Гельзенкірхен      | Англія             | 0 – 0 д.ч. (1-3 п.п.) | Португалія           | ЧС 2006 - чвертьфінал | -    | 107'     |
| 16-8-2006  | Манчестер          | Англія             | 4 – 0                 | Греція               | товариський матч      | -    |          |
| 2-9-2006   | Манчестер          | Англія             | 5 – 0                 | Андорра              | Відбір до ЧЄ 2008     | -    |          |
| 6-9-2006   | Скоп'є             | Північна Македонія | 0 – 1                 | Англія               | Відбір до ЧЄ 2008     | -    |          |
| 24-3-2007  | Рамат-Ган          | Ізраїль            | 0 – 0                 | Англія               | Відбір до ЧЄ 2008     | -    |          |
| 28-3-2007  | Барселона          | Андорра            | 0 – 3                 | Англія               | Відбір до ЧЄ 2008     | -    | 77'      |
| 6-2-2008   | Лондон             | Англія             | 2 – 1                 | Швейцарія            | товариський матч      | -    | 73'      |
| 25-3-2008  | Сен-Дені           | Франція            | 1 – 0                 | Англія               | товариський матч      | -    |          |
| 28-5-2008  | Лондон             | Англія             | 2 – 0                 | США                  | товариський матч      | -    |          |
| Усього     |                    | Матчів             | 42                    |                      | Голів                 | 0    |          |

## Досягнення

### Командні
«Баварія»
- Чемпіон Німеччини: 2001, 2003, 2005, 2006
- Володар кубка Німеччини: 2003, 2005, 2006
- Володар Кубка німецької ліги: 2000, 2004
- Ліга чемпіонів УЄФА: 2001
- Міжконтинентальний кубок: 2001

«Манчестер Юнайтед»
- Чемпіон Англії: 2007-08
- Ліга чемпіонів УЄФА: 2007-08

«Манчестер Сіті»
- Чемпіон Англії: 2011-12

### Індивідуальні
- Трофей Браво: 2001
- 2001 Чемпіонат Європи U-21 Гравець Року
- Гравець року Англії: 2006